# Eriogonum ripleyi
Eriogonum ripleyi är en slideväxtart som beskrevs av Howell. Eriogonum ripleyi ingår i släktet Eriogonum och familjen slideväxter. Inga underarter finns listade i Catalogue of Life.